# Carl Kühn (Architekt)

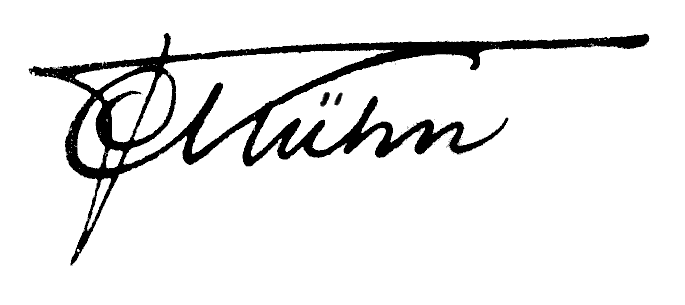
Unterschrift von Carl Kühn 1913

Carl Kühn (* 19. April 1873 in Köln; † 21. Juni 1942) war ein deutscher Architekt, Fürstbischöflicher Delegaturbaurat im Fürstbistum Breslau und im Bistum Berlin nach dessen Gründung Diözesanbaurat.

## Leben
Kühn wurde als Sohn des Architekten Carl Eduard Kühn geboren und studierte an der Technischen Hochschule (Berlin-)Charlottenburg, wo er Schüler des Architekten Christoph Hehl war. Später wurde er Assistent an Hehls Lehrstuhl und Mitarbeiter in Hehls privatem Architekturbüro. Außerdem arbeitete er zeitweise im Büro des ebenfalls als Kirchenarchitekten bekannten Max Meckel. Kühn war Mitglied im Bund Deutscher Architekten (BDA).
Von 1926 an war er als Fürstbischöflicher Delegaturbaurat der Fürstbischöflichen Delegatur für Brandenburg und Pommern des Bistums Breslau beziehungsweise von 1930 bis 1938 als Diözesanbaurat des Bistums Berlin für alle Kirchbauten zuständig.
Carl Kühn starb am 21. Juni 1942 und wurde auf dem Friedhof Zehlendorf in seiner Heimatgemeinde Herz Jesu in Berlin-Zehlendorf beigesetzt.

## Bauten und Projekte (Auswahl)
Die meisten seiner im heutigen Bistum Berlin für die wachsende Zahl von Katholiken entstandenen Kirchenbauten zeigen eine große Vielfalt von Bauformen.
Die bisher umfangreichste Auflistung der Bauten von Carl Kühn findet sich im Wichmann-Jahrbuch des Diözesangeschichtsvereins (vgl. Literatur).

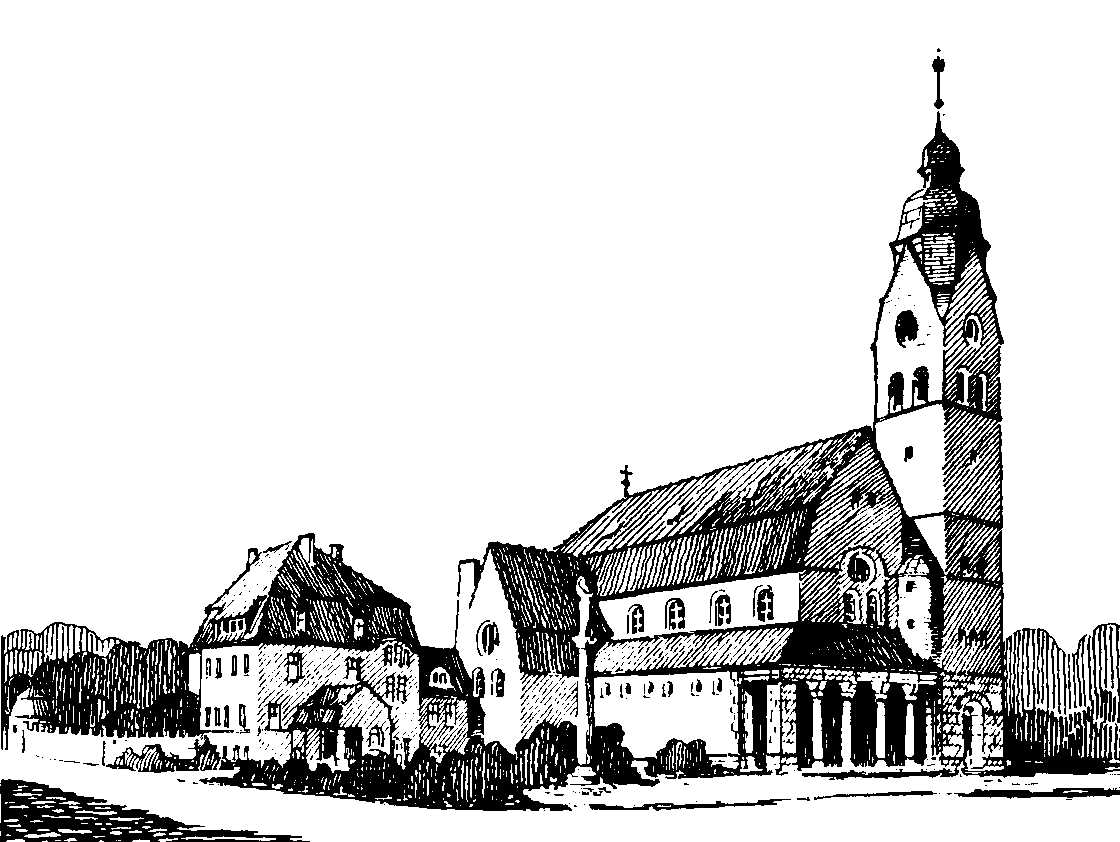
Entwurfszeichnung der ersten vom Architekten Carl Kühn von 1911 bis
1912 gebauten Kirche Mater Dolorosa in Berlin-Lankwitz

- 1908: Villa Herbertstraße 10 in Berlin-Grunewald[4]
- 1911–1912: Katholische Kirche Mater Dolorosa in Berlin-Lankwitz, Kurfürstenstraße 59[5]
- 1912–1913: St.-Monika-Stift in Berlin-Lankwitz, Kiesstraße[6]
- 1913–1914: Katholische Kirche St. Marien (St. Mariae Immaculata) in Berlin-Wilmersdorf, Bergheimer Platz (nach einem älteren Vorentwurf des 1911 verstorbenen Christoph Hehl)
- 1913–1914: Planung einer runden Friedhofskapelle auf dem St. Matthias-Friedhof in Berlin-Tempelhof (blieb wegen des Ersten Weltkriegs unausgeführt)
- 1913–1916: Katholische Kirche St. Norbert in Berlin-Schöneberg, Dominicusstraße 15
- 1914–1917: Altersheim St. Josef in Berlin-Biesdorf, Fortunaallee 13/27 (mit Freifläche und Einfriedung; zusammen mit Wilhelm Bauer)[4]
- 1924–1925: Katholische Kapelle St. Agnes in Berlin-Kreuzberg, Hollmannstraße 3
- 1924–1925: Katholische Kirche St. Franziskus in Berlin-Staaken, Finkenkruger Weg 22
- 1926: Katholische Kirche St. Jacobus in Grimmen, Dr.-Kurt-Fischer-Straße 1
- 1928: Katholische Kirche St. Josef in Strausberg bei Berlin, Weinbergstraße
- 1928–1929: Katholische Kirche Christus König in Berlin-Adlershof, Nipkowstraße 15–19
- 1928–1932: Katholische Kirche Zur Heiligen Familie in Berlin-Prenzlauer Berg, Wichertstraße 23[4]
- 1928–1930: Gemeindehaus St. Marien in Berlin-Wilmersdorf, Bergheimer Straße 1/3[4]
- 1929: Katholische Kapelle Stella Maris im Seebad Heringsdorf, Bülowstraße 7
- 1929: Katholische Kirche St. Johannes Evangelist in Berlin-Steglitz, Sembritzkistraße 17
- 1929–1932: Katholische Kirche St. Christophorus in Berlin-Neukölln, Nansenstraße 4[4]
- 1930: Katholische Kapelle St. Richard in Berlin-Neukölln, Teupitzer Straße
- 1932: Katholische Kirche Zum Heiligsten Herzen Jesu (Herz Jesu) in Torgelow, Espelkamper Straße 11
- 1932: Katholische Kirche St. Bonifatius in Erkner
- 1934: Katholische Kirche St. Konrad von Parzham in Falkensee
- 1934: Katholische Kapelle Hl. Geist in Lychen
- 1934–1935: Katholische Kirche Herz Jesu Templin
- 1935: Katholische Kirche St. Wilhelm in Berlin-Wilhelmstadt, Weißenburger Straße 9
- 1936: Katholische Kirche St. Hildegard in Berlin-Frohnau, Senheimer Straße 35
- 1936: Katholische Kirche St. Marien in Berlin-Heiligensee, Schulzendorfer Straße 76
- 1936–1937: Katholische Kirche St. Konrad in Wandlitz
- 1936–1937: Katholische Kirche St. Johannes Evangelist in Berlin-Buchholz, Eddastraße
- 1936–1937: Katholische Kirche St. Nikolaus in Blankenfelde-Mahlow
- 1936–1937: Katholische Kapelle Hl. Kreuz in Mildenberg
- 1937: Katholische Kirche Maria Hilf in Berlin-Altglienicke
- 1937: Katholische Kirche St. Elisabeth in Königs Wusterhausen